# Березівська сільська рада (Гребінківський район)
Березівська сільська рада — колишній орган місцевого самоврядування у Гребінківському районі Полтавської області з центром у селі Березівка.

## Населені пункти
Сільраді були підпорядковані населені пункти:
- c. Березівка
- с. Корніївка